# 출판 논문
출판 논문(treatise)은 주제의 원리와 결론을 조사하거나 폭로하는 것과 관련된 일부 주제에 대한 공식적(formality)이고 체계적인 서면 담론이다. 모노그래프(monograph)는 전문적인 주제에 관한 출판논문이다.

## 어원
'treatise'라는 단어는 14세기에 중세 영어 단어 tretis로 처음 등장했다. 이는 중세 라틴어 tractatus와 라틴어 tractare(치료하다(treat) 또는 다루다(handle))에서 발전한 것이다.

## 역사적으로 중요한 출판논문

### 표
여기에 제시된 작품은 학자들에 의해 인류 문명의 발전에 영향을 미친 것으로 확인되었다.
| 제목                                | 저자                    | 첫 판본의 연도 | 주제           | 영향에 대한 참조 문헌 |
| ----------------------------------- | ----------------------- | -------------- | -------------- | --------------------- |
| 손자병법                            | 손무                    | ~500BC         | 전쟁           | 참조 문헌             |
| 에우클레이데스의 원론               | 에우클레이데스          | ~300BC         | 수학           | 참조 문헌             |
| Arthashastra                        | Kautilya                | ~200BC         | Statecraft     | 참조 문헌             |
| De architectura                     | Vitruvius               | ~30BC          | Architecture   | 참조 문헌             |
| Almagest                            | Claudius Ptolemaeus     | 200s           | Astronomy      | 참조 문헌             |
| The Book of Pastoral Rule           | Pope Gregory I          | 590            | Responsibility | 참조 문헌             |
| Vivekacūḍāmaṇi                      | Adi Shankara            | 700s           | Philosophy     | 참조 문헌             |
| Treatise on Tea                     | Emperor Huizong of Song | 1107           | Appreciation   |                       |
| First Grammatical Treatise          | Anonymous               | 12th century   | Linguistics    |                       |
| De re aedificatoria                 | Leon Battista Alberti   | 1485           | Architecture   | 참조 문헌             |
| The Prince                          | Niccolò Machiavelli     | 1532           | Politics       | 참조 문헌             |
| Treatise on Relics                  | John Calvin             | 1543           | Authenticity   |                       |
| De revolutionibus orbium coelestium | Nicolaus Copernicus     | 1543           | Astronomy      | 참조 문헌             |
| Discourse on the Method             | René Descartes          | 1637           | Philosophy     | 참조 문헌             |
| 통치론                              | 존 로크                 | 1660           | 정부           | 참조 문헌             |
| Treatise on Man                     | René Descartes          | 1662           | Biology        |                       |
| 자연철학의 수학적 원리              | 아이작 뉴턴             | 1687           | 물리학         | [ 3 ] [ 4 ] [ 5 ]     |
| Treatise on Light                   | Christiaan Huygens      | 1690           | Natural World  |                       |
| Opticks                             | 아이작 뉴턴             | 1704           | 물리학         | 참조 문헌             |
| Principles of Human Knowledge       | George Berkeley         | 1710           | Philosophy     |                       |
| 인간 본성에 관한 논고               | 데이비드 흄             | 1739           | 철학           |                       |
| 국부론                              | 애덤 스미스             | 1776           | 정치경제학     | 참조 문헌             |
| Treatise on Instrumentation         | Hector Berlioz          | 1844           | Music          |                       |
| 종의 기원                           | 찰스 다윈               | 1859           | 생물학         | 참조 문헌             |
| 자본론                              | 카를 마르크스           | 1867           | 정치경제학     | 참조 문헌             |
| 전기와 자기에 관한 논문집           | 제임스 클러크 맥스웰    | 1873           | 물리학         | 참조 문헌             |
| A Treatise on Probability           | 존 메이너드 케인스      | 1921           | 수학           |                       |
| A Treatise on Money                 | 존 메이너드 케인스      | 1930           | 경제학         |                       |

### 선택된 예에 대한 논의

#### 에우클레이데스의 원론
에우클레이데스(유클리드)의 원론(Elements)은 성경을 제외한 다른 어떤 책보다 더 많은 판으로 출판되었으며 지금까지 가장 중요한 수학 논문 중 하나이다.

#### 맥스웰의 출판논문
맥스웰은 전임자들의 연구, 특히 마이클 패러데이의 실험 연구, 윌리엄 톰슨(나중에 켈빈 경)의 열 흐름 비유, 조지 그린(George Green)의 수학적 분석을 바탕으로 전기와 자기에 대해 알려진 모든 것을 단일 수학적 틀인 맥스웰 방정식으로 종합했다.

## 같이 보기
- 논문 (thesis, dissertation, paper, article, treatise)
- 학위 논문 (thesis나 dissertation)
- 학술 출판#학술 논문 (학술 논문은 paper나 article)
- 논문집 (collection of articles)